# Grävenwiesbach

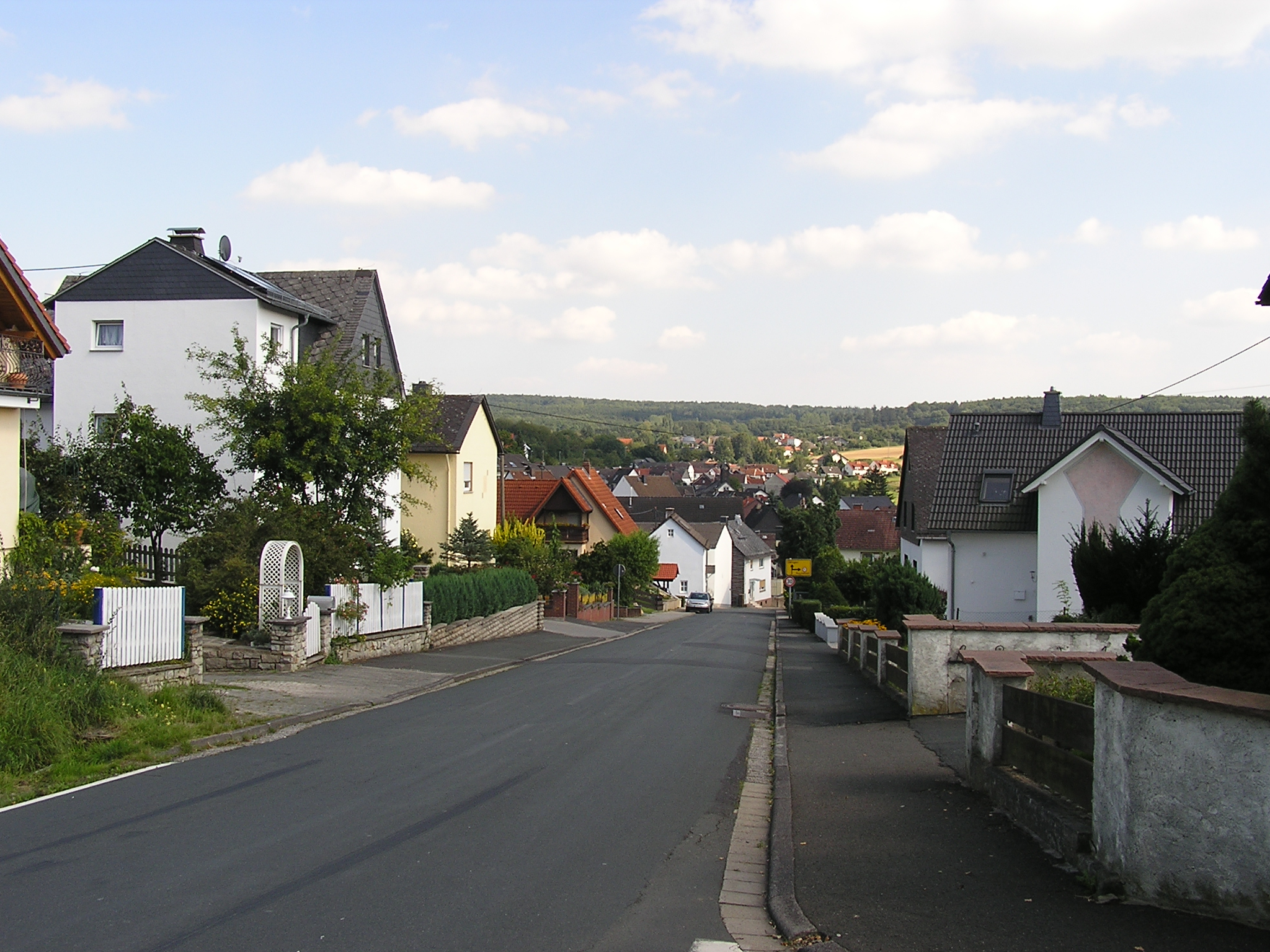
Cartierul Hundstadt

Grävenwiesbach este o comună din landul Hessa, Germania.